# Babasha
Babasha (bürgerlich Vlad (oder Vlăduț) Babașa, * 2002 in Bacău) ist ein rumänischer Sänger, Songwriter und Musikproduzent. 

## Musikalische Laufbahn
Babașa entstammt einer Familie von Manele-Sängern und studiert seit 2021 an der Nationalen Musikuniversität Bukarest. Sein Musikstil ist eine Mischung aus Pop und Manele-Musik. Der 2024 erschienene Song Păi naa befindet sich auf der ersten Position der rumänischen Charts.

## Anfeindungen
Im Juni 2024 geriet Babasha in die Schlagzeilen, als er während eines Coldplay-Konzerts in Bukarest als Gastkünstler auftrat. Während seines Auftritts wurde er von Teilen des Publikums ausgebuht, was eine landesweite Debatte über Rassismus in Rumänien auslöste. Wesentliche Gründe für diese Reaktion sind die oftmals rassistisch-antiziganistisch motivierte Stigmatisierung und Kriminalisierung des Musikgenres Manele und seiner Artisten in der rumänischen Gesellschaft. Babașa, der zur Roma-Gemeinschaft gehört, nutzte die Gelegenheit, um auf die Diskriminierung und Vorurteile gegenüber Roma aufmerksam zu machen. Infolge des Vorfalls äußerten sich zahlreiche Persönlichkeiten des öffentlichen Lebens zu Babaşas Auftritt und den damit verbundenen Reaktionen. Die rumänische Sängerin Delia zeigte sich in einem Interview erschüttert über die rassistische Reaktion des Publikums. Sie betonte die Bedeutung von Toleranz und Akzeptanz in der Gesellschaft und lobte Babașa für seinen Mut, trotz der negativen Reaktionen auf der Bühne zu bleiben.

## Diskografie (Auswahl)

### Singles
- 2020: Nebunia Lu' Babasha
- 2021: Adela
- 2021: Baklava (mit Gya)
- 2022: Aoleu
- 2023: Păi Naa
- 2024: Imi da calde inima